# Fé bahá'í ortodoxa
Fé Bahá'í Ortodoxa é um grupo religioso formado em 1960 após a declaração de Mason Remey como segundo Guardião da Fé Bahá'í. Esse nome foi dado posteriormente por Joel Bray Marangella, terceiro Guardião e sucessor de Remey. O cerne da sucessão da guardiania, posição proeminente na religião Bahá'í, baseia-se na Última Vontade e Testamento de 'Abdu'l-Bahá, sendo Shoghi Effendi o primeiro Guardião (de 1921 a 1957).
Além da liderança e organização, há poucas diferenças entre os bahá'ís ortodoxos e o grupo bahá'í majoritário, quanto à doutrina religiosa. O uso do termo "ortodoxo" refere-se à ideia de "correto", uma vez que se denominam como seguidores da original e verdadeira Fé Bahá'í. Por acreditarem que Mason Remey foi o segundo Guardião dessa religião, eles são considerados heréticos e por isso chamados Rompedores do Convênio pelos bahá'ís que obedecem à liderança da Casa Universal de Justiça . 
Os dados exatos da quantidade de adeptos da Fé Bahá'í Ortodoxa no mundo são escassos. Em 1998 foi estimado que havia cerca de 100 membros ativos somente nos Estados Unidos. Os websites da comunidade bahá'í ortodoxa informam que a maior parte dos seguidores concentra-se nos Estados Unidos, Índia, Irã, Austrália e Alemanha, e acredita-se que o número de novos adeptos está em ascensão devido à internet.   
Joel Marangella faleceu em San Diego, Califórnia, em 1º de setembro de 2013. Após seu falecimento, Nosrat'u'llah Bahremand assumiu como quarto Guardião da Fé Bahá'í, conforme apontamento em vida feito por Marangella.  

## História
Após a morte inesperada do primeiro guardião da Fé Bahá'í, Shoghi Effendi, em 1957, os 27 Mãos da Causa, sob a responsabilidade de reconhecer qualquer indicação de um sucessor, reuniram-se e decidiram que Effendi havia morrido "sem ter apontado um sucessor". Tal decisão foi baseada no fato de Shoghi Effendi não ter escrito um testamento em vida. Assim, a Casa Universal de Justiça decidiria sobre essa situação após sua primeira eleição. Charles Mason Remey, um dos Mãos da Causa, declarou-se sucessor de Shoghi Effendi em 1960. Sua declaração foi rejeitada pela maioria dos Mãos da Causa, os quais alegaram que Remey não era um descendente de Bahá'u'lláh e não tinha sido nomeado por Shoghi Effendi. Remey baseou sua reivindicação na sua escolha como presidente do Conselho Internacional Bahá'í (cujo intuito de formação é ser um embrião da futura Casa Universal de Justiça) feita por Shoghi Effendi em 1951, assim como previsto na Última Vontade e Testamento de 'Abdu'l-Bahá. Remey foi expulso da comunidade bahá'í pelos Mãos da Causa e sua declaração destinada aos bahá'ís do mundo foi proibida de circular, sendo totalmente vetada sua leitura e distribuição. Em 1960 a Assembleia Espiritual Nacional da França aceitou Remey como segundo Guardião, assim como a Assembleia Espiritual Local de Lucknow, na India. Ambas foram dissolvidas, seus membros declarados Rompedores do Convênio, e novas eleições com novos membros foram convocadas. 
Em 1962 Remey pediu a seus apoiadores nos Estados Unidos que se organizassem e elegessem uma "Assembléia Espiritual Nacional sob a Guardiania Hereditária" (AENSGH), eleita pela primeira vez em 1963. A Assembléia de 9 membros foi formada no Novo México em 1964. 
Em 1964 a AENSGH entrou com uma ação contra a Assembléia Espiritual Nacional (AEN) dos bahá'ís dos Estados Unidos para garantir a tutela legal da Casa de Adoração Bahá'í em Illinois, e todas as outras propriedades pertencentes à AEN.  A AEN recorreu e, em agosto de 1966, Remey instruiu a AENSGH a remover a ação "independentemente das conseqüências"  , pois o mesmo esperava que os bahá'ís do mundo percebessem a verdade e assim a situação se resolveria pacificamente. Mais tarde, naquele ano, Remey pediu à AENSGH que se dissolvesse, bem como o Conselho Internacional Bahá'í, o qual ele havia nomeado Joel Marangella como presidente. Residente na França. Marangella serviu anteriormente na Assembléia Espiritual Nacional da França em 1961 e foi declarado rompedor do convênio pelo grupo majoritário ao aceitar Mason Remey como o segundo guardião. 
Nos anos seguintes a 1966, os seguidores de Mason Remey não se organizaram novamente e Remey começou a apresentar alguns sintomas de demência, devido à idade avançada. No entanto, em 1962, Remey havia dado a Marangella um envelope lacrado, com instruções para abrí-lo na hora certa. Em 1965, Mason Remey pediu que o Conselho Internacional Bahá'í, do qual Marangella era presidente, se tornasse ativo. Marangella então abriu a carta selada escrita a punho próprio por Remey, a qual o indicava como seu sucessor. Remey desativou o Conselho Internacional Bahá'í em 1966, e em 1969 Marangella anunciou que era o terceiro guardião. Todos os membros da AENSGH de 1966 aceitaram a declaração de Marangella. 
Em1970 Marangella convocou alguns membros para formação de um "Escritório Nacional dos Bahá'ís Ortodoxos em Nova York", que dois anos depois foi transferido para o Novo México e, posteriormente, mudou seu nome para "Conselho Mãe Bahá'í dos Estados Unidos" (1978) e "Conselho Nacional Bahá'í Provisório" (2000), com todos os membros nomeados pelo próprio Joel Marangella. Marangella morreu em San Diego, Califórnia, em 1º de setembro de 2013. 
Em sua Proclamação de 22 de setembro de 2006, nomeou Nosrat'u'llah Bahremand, o filho mais velho de Hassan Bahremand, um membro proeminente da Fé Bahá'í Ortodoxa, como o quarto Guardião. 